# Алленвиллер
Алленвиллер (фр. Allenwiller) — упразднённая коммуна на северо-востоке Франции в регионе Эльзас — Шампань — Арденны — Лотарингия, департамент Нижний Рейн, округ Саверн, кантон Саверн. До марта 2015 года коммуна административно входила в состав упразднённого кантона Мармутье (округ Саверн). Упразднена с 1 января 2016 года, объединена с коммунами Биркенвальд, Саленталь и Сенгрист в новую коммуну Соммеро.
Площадь коммуны — 5,96 км², население — 495 человек (2006) с тенденцией к росту: 535 человек (2013), плотность населения — 89,8 чел/км².

## Население
Население коммуны в 2011 году составляло 516 человек, в 2012 году — 526 человек, а в 2013-м — 535 человек.
| 1962 | 1968 | 1975 | 1982 | 1990 | 1999 | 2006 | 2008 | 2011 | 2012 | 2013 |
| ---- | ---- | ---- | ---- | ---- | ---- | ---- | ---- | ---- | ---- | ---- |
| 358  | 381  | 378  | 393  | 418  | 453  | 495  | 507  | 516  | 526  | 535  |

Динамика населения:

## Экономика
В 2010 году из 309 человек трудоспособного возраста (от 15 до 64 лет) 248 были экономически активными, 61 — неактивными (показатель активности 80,3 %, в 1999 году — 75,1 %). Из 248 активных трудоспособных жителей работали 236 человек (126 мужчин и 110 женщин), 12 числились безработными (трое мужчин и 9 женщин). Среди 61 трудоспособных неактивных граждан 19 были учениками либо студентами, 24 — пенсионерами, а ещё 18 — были неактивны в силу других причин.

## Достопримечательности (фотогалерея)

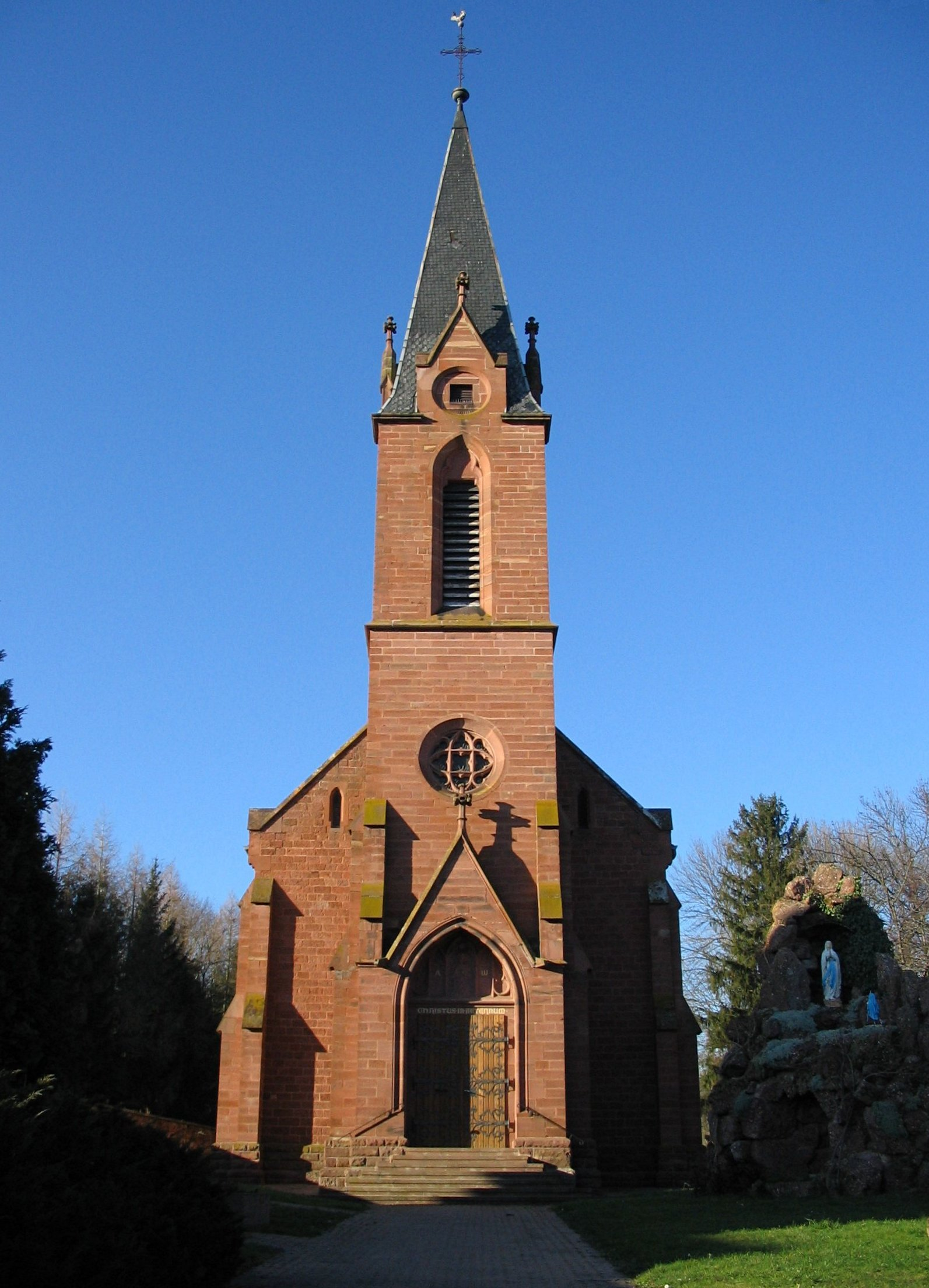
Церковь Сен-Мишель
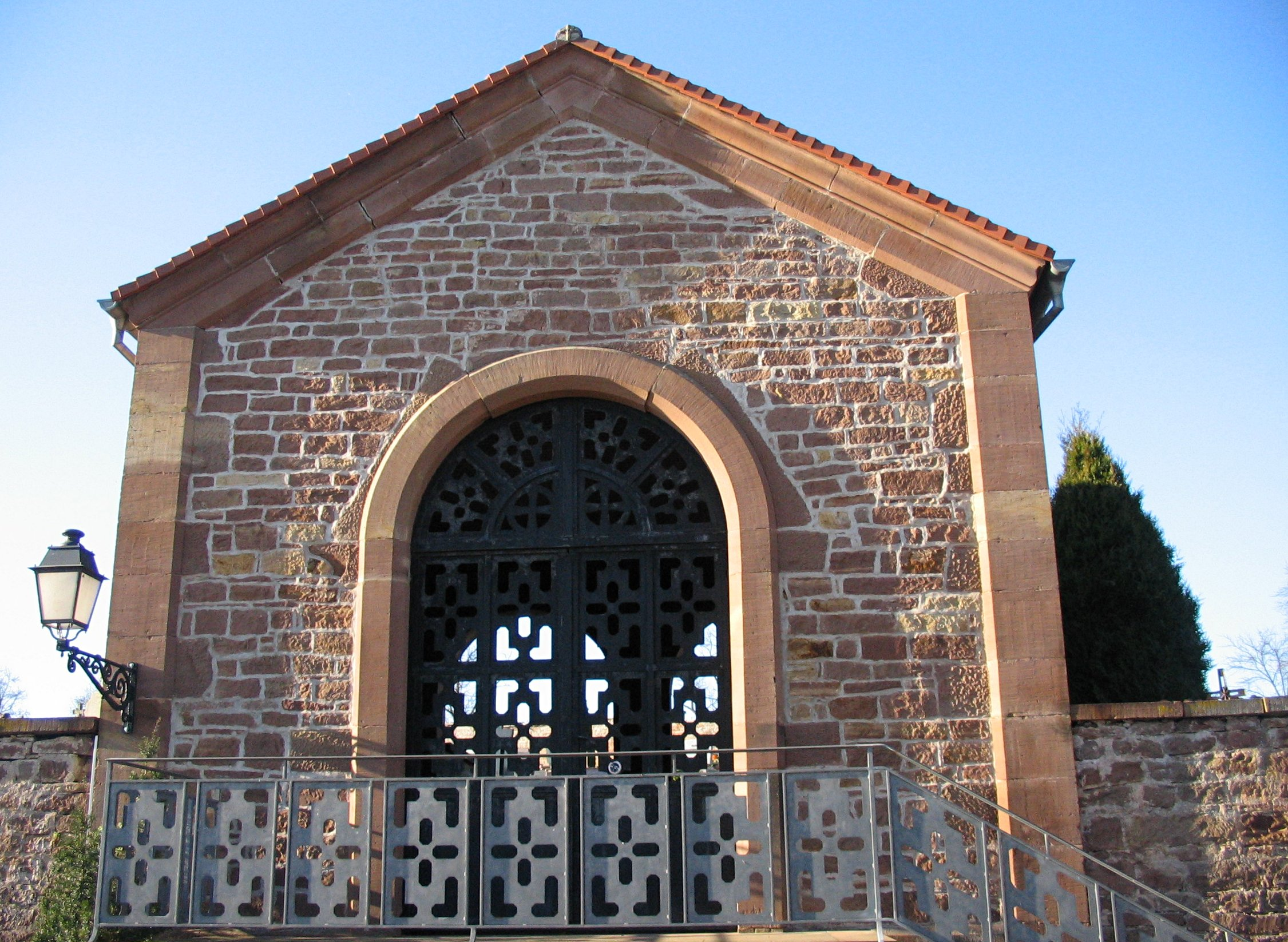
Портал
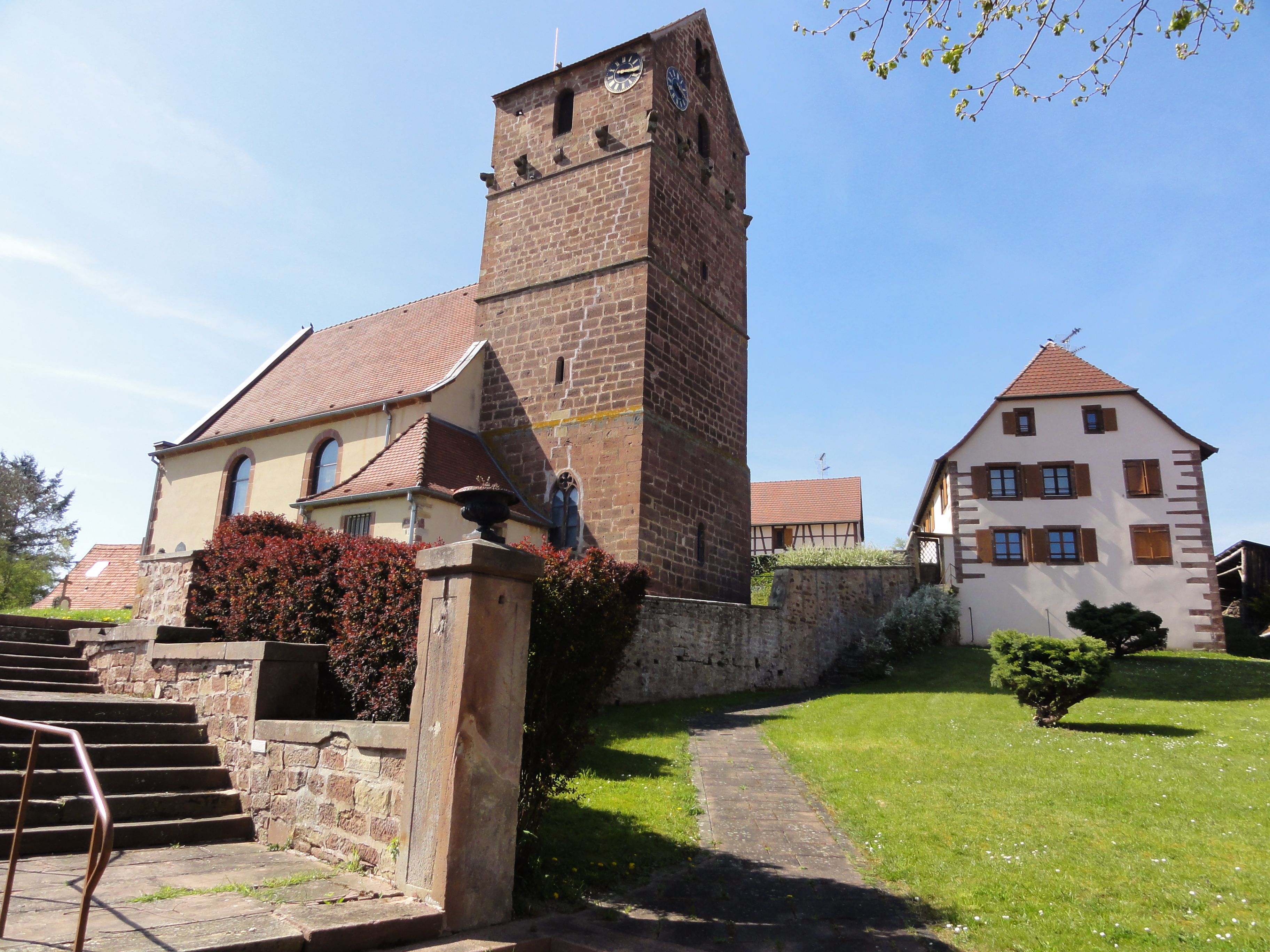
Протестантская церковь